# 대한민국의 조달청장
조달청장(調達廳長)은 조달청을 대표하는 직위로, 차관급 정무직공무원으로 보한다.

## 임명
- 조달청장은 대통령이 임명한다.

## 역할
- 각 행정기관의 장은 소관사무를 통할하고 소속공무원을 지휘·감독한다.
- 조달청장은 정부가 행하는 물자[1]의 구매·공급 및 관리에 관한 사무와 정부의 주요시설공사계약에 관한 사무를 관장한다.

## 역대 청장

### 임시외자총국장
| 정부      | 대수 | 이름           | 임기                             | 비고                         |
| --------- | ---- | -------------- | -------------------------------- | ---------------------------- |
| 제1공화국 | 초대 | 이동제(李東濟) | 1948년 12월 16일~1949년 1월 26일 | 대한식량영단 이사장에서 전임 |
| 제1공화국 | 2대  | 백두진(白斗鎭) | 1949년 1월 27일~1949년 12월 10일 |                              |

### 외자구매처장
| 정부      | 대수 | 이름           | 임기                             | 비고 |
| --------- | ---- | -------------- | -------------------------------- | ---- |
| 제1공화국 | 초대 | 김우평(金佑坪) | 1949년 12월 10일~1952년 2월 7일  |      |
| 제1공화국 | 2대  | 현근(玄槿)     | 1952년 4월 7일~1952년 12월 26일  |      |
| 제1공화국 | 3대  | 황종률(黃鍾律) | 1952년 12월 26일~1953년 5월 28일 |      |
| 제1공화국 | 4대  | 이순용(李淳鎔) | 1953년 5월 28일~1953년 11월 24일 |      |
| 제1공화국 | 5대  | 손노듸(孫노듸) | 1953년 11월 24일~1955년 2월 16일 |      |

### 임시외자관리청장
| 정부      | 대수 | 이름           | 임기                              | 비고 |
| --------- | ---- | -------------- | --------------------------------- | ---- |
| 제1공화국 | 초대 | 백두진(白斗鎭) | 1949년 12월 19일~1950년 10월 13일 |      |
| 제1공화국 | 2대  | 현근(玄槿)     | 1950년 10월 13일~1952년 12월 26일 |      |
| 제1공화국 | 3대  | 황종율(黃鍾律) | 1952년 12월 26일~1953년 5월 28일  |      |
| 제1공화국 | 4대  | 이순용(李淳鎔) | 1953년 5월 28일~1955년 2월 16일   |      |

### 외자청장
| 정부      | 대수           | 이름                            | 임기                             | 비고 |
| --------- | -------------- | ------------------------------- | -------------------------------- | ---- |
| 제1공화국 | 초대           | 이순용(李淳鎔)                  | 1955년 2월 17일~1956년 1월 14일  |      |
| 제1공화국 | 2대            | 최인규(崔仁圭)                  | 1956년 1월 4일~1958년 2월 22일   |      |
| 제1공화국 | 서리           | 신현확(申鉉碻)                  | 1958년 2월 22일~1958년 12월 10일 |      |
| 제1공화국 | 3대            | 안희경(安喜慶)                  | 1958년 12월 10일~1960년 5월 2일  |      |
| 제1공화국 | 4대            | 유창순(劉彰順)                  | 1960년 5월 2일~1960년 5월 10일   |      |
| 제1공화국 | 5대            | 김영원(金英源)                  | 1960년 5월 10일~1961년 8월 16일  |      |
| 제2공화국 | 5대            | 김영원(金英源)                  | 1960년 5월 10일~1961년 8월 16일  |      |
| 6대       | 황인성(黃寅性) | 1961년 8월 16일~1961년 10월 1일 |                                  |      |

### 조달청장
| 정부                                                           | 대수           | 이름                            | 임기                              | 비고 |
| -------------------------------------------------------------- | -------------- | ------------------------------- | --------------------------------- | ---- |
| 제2공화국                                                      | 초대           | 황인성(黃寅性)                  | 1961년 10월 2일~1962년 8월 14일   |      |
| 제2공화국                                                      | 2대            | 백석주(白石柱)                  | 1962년 8월 16일~1963년 12월 17일  |      |
| 제3공화국                                                      | 3대            | 김원희(金元熙)                  | 1964년 1월 22일~1968년 11월 24일  |      |
| 제3공화국                                                      | 4대            | 고재일(高在一)                  | 1968년 11월 29일~1971년 6월 11일  |      |
| 제3공화국                                                      | 5대            | 안광석(安光錫)                  | 1971년 6월 12일~1974년 2월 5일    |      |
| 제4공화국                                                      | 5대            | 안광석(安光錫)                  | 1971년 6월 12일~1974년 2월 5일    |      |
| 6대                                                            | 정해식(丁海植) | 1974년 2월 5일~1977년 8월 20일  |                                   |      |
| 7대                                                            | 이선기(李宣基) | 1977년 9월 5일~1979년 12월 19일 |                                   |      |
| 최규하 정부                                                    | 8대            | 이건중(李建中)                  | 1979년 12월 27일~1980년 7월 19일  |      |
| 최규하 정부                                                    | 9대            | 김주호(金周浩)                  | 1980년 7월 20일~1984년 10월 10일  |      |
| 제5공화국                                                      | 9대            | 김주호(金周浩)                  | 1980년 7월 20일~1984년 10월 10일  |      |
| 10대                                                           | 김만기(金滿基) | 1984년 10월 11일~1987년 1월 5일 |                                   |      |
| 11대                                                           | 안응모(安應模) | 1987년 1월 5일~1988년 5월 16일  |                                   |      |
| 노태우 정부                                                    | 12대           | 김태승(金泰昇)                  | 1988년 5월 19일~1989년 7월 20일   |      |
| 노태우 정부                                                    | 13대           | 장홍렬(張洪烈)                  | 1989년 7월 21일~1993년 3월 3일    |      |
| 김영삼 정부                                                    | 14대           | 전세봉(全世鳳)                  | 1993년 3월 4일~1994년 12월 25일   |      |
| 김영삼 정부                                                    | 15대           | 임창열(林昌烈)                  | 1994년 12월 26일~1995년 12월 25일 |      |
| 김영삼 정부                                                    | 16대           | 류재호(柳在浩)                  | 1995년 12월 26일~1997년 2월 27일  |      |
| 김영삼 정부                                                    | 17대           | 강정훈(姜晸薰)                  | 1997년 3월 7일~1999년 5월 2일     |      |
| 김대중 정부                                                    | 17대           | 강정훈(姜晸薰)                  | 1997년 3월 7일~1999년 5월 2일     |      |
| 18대                                                           | 김병일(金炳日) | 1999년 5월 7일~2000년 8월 10일  |                                   |      |
| 19대                                                           | 김성호(金成豪) | 2000년 8월 11일~2002년 7월 10일 |                                   |      |
| 20대                                                           | 권오규(權五奎) | 2002년 7월 12일~2003년 2월 27일 |                                   |      |
| 노무현 정부                                                    | 21대           | 김경섭(金敬燮)                  | 2003년 2월 28일~2003년 12월 17일  |      |
| 노무현 정부                                                    | 22대           | 최경수(崔庚洙)                  | 2003년 12월 30일~2005년 7월 27일  |      |
| 노무현 정부                                                    | 23대           | 진동수(陳棟洙)                  | 2005년 7월 28일~2006년 5월 16일   |      |
| 노무현 정부                                                    | 24대           | 김용민(金容珉)                  | 2006년 6월 15일~2007년 7월 26일   |      |
| 노무현 정부                                                    | 25대           | 김성진(金聖眞)                  | 2007년 7월 27일~2008년 3월 6일    |      |
| 이명박 정부                                                    | 26대           | 장수만(張秀萬)                  | 2008년 3월 7일~2009년 1월 22일    |      |
| 이명박 정부                                                    | 27대           | 권태균(權泰鈞)                  | 2009년 1월 23일~2010년 4월 15일   |      |
| 이명박 정부                                                    | 28대           | 노대래(盧大來)                  | 2010년 4월 16일~2011년 3월 18일   |      |
| 이명박 정부                                                    | 29대           | 최규연(崔圭淵)                  | 2011년 3월 18일~2012년 5월 7일    |      |
| 이명박 정부                                                    | 30대           | 강호인(姜鎬人)                  | 2012년 5월 9일~2013년 3월 17일    |      |
| 박근혜 정부                                                    | 31대           | 민형종(閔炯鍾)                  | 2013년 3월 18일~2014년 7월 24일   |      |
| 박근혜 정부                                                    | 32대           | 김상규(金尙圭)                  | 2014년 7월 25일~2016년 2월 24일   |      |
| 박근혜 정부                                                    | 33대           | 정양호(鄭凉鎬)                  | 2016년 2월 25일~2017년 7월 16일   |      |
| 문재인 정부                                                    | 34대           | 박춘섭(朴春燮)                  | 2017년 7월 17일~2018년 12월 14일  |      |
| 문재인 정부                                                    | 35대           | 정무경(鄭戊京)                  | 2018년 12월 14일~2020년 11월 1일  |      |
| 문재인 정부                                                    | 36대           | 김정우(金政祐)                  | 2020년 11월 2일~2022년 5월 13일   |      |
| 윤석열 정부                                                    | 37대           | 이종욱(李琮煜)                  | 2022년 5월 13일~2023년 7월 5일    |      |
| 윤석열 정부                                                    | 38대           | 김윤상(金潤相)                  | 2023년 7월 6일~2023년 12월 27일   |      |
| 한덕수 권한대행 체제 최상목 권한대행 체제 이주호 권한대행 체제 | 39대           | 임기근(林岐根)                  | 2023년 12월 28일~2025년 6월 11일  |      |
| 이재명 정부                                                    | 권한대행       | 백승보(白勝普)                  | 2025년 6월 12일~2025년 8월 13일   |      |
| 이재명 정부                                                    | 41대           | 백승보(白勝普)                  | 2025년 8월 13일~                  |      |

## 같이 보기
- 조달청
- 조달청 차장